# گله‌داری غلام زرین
گله‌داری غلام زرین یک منطقهٔ مسکونی در ایران است که در دهستان هشیوار واقع شده‌است.